# Bromus lanatus
Bromus lanatus är en gräsart som beskrevs av Carl Sigismund Kunth. Bromus lanatus ingår i släktet lostor, och familjen gräs. Inga underarter finns listade i Catalogue of Life.